# 施塔肯贝格
施塔肯贝格（德語：Starkenberg）是德国图林根州的市镇，隶属于阿尔滕堡地区县。总面积为26.42平方千米，截至2023年12月31日总人口为1,802人。